# 費拉雲
36°33′25″N 4°51′59″E / 36.55694°N 4.86639°E

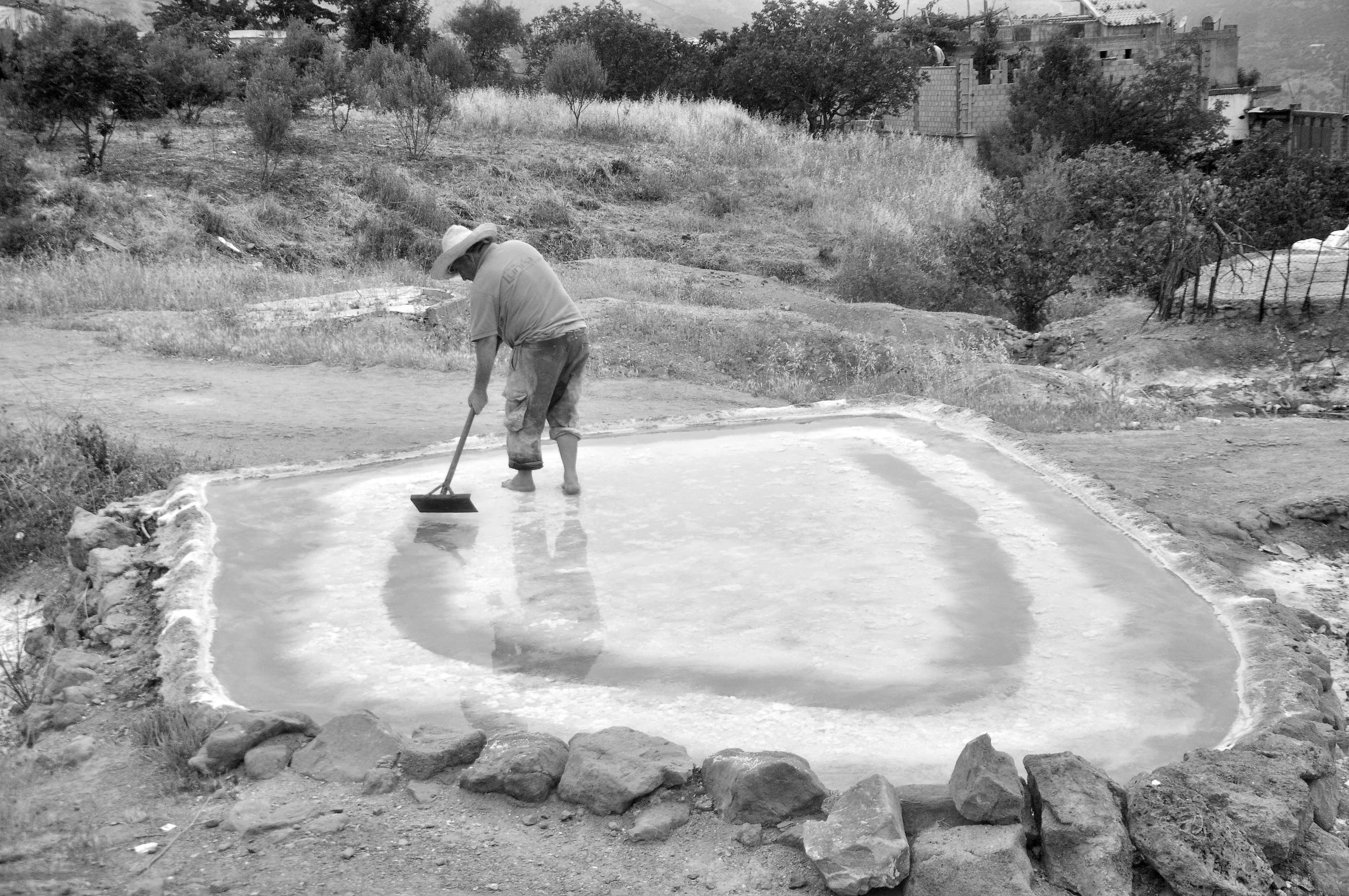
費拉雲的鹽工

費拉雲（阿拉伯语：‎），是阿爾及利亞的城鎮，位於該國北部貝賈亞省，由阿米祖爾區負責管轄，面積42平方公里，2008年人口15,482，人口密度每平方公里369人。